# Monistria
Monistria is een geslacht van rechtvleugeligen uit de familie Pyrgomorphidae. De wetenschappelijke naam van dit geslacht is voor het eerst geldig gepubliceerd in 1873 door Stål.

## Soorten
Het geslacht Monistria omvat de volgende soorten:
- Monistria cicatricosa Rehn, 1953
- Monistria concinna Walker, 1871
- Monistria consobrina Key, 1985
- Monistria discrepans Walker, 1871
- Monistria latevittata Sjöstedt, 1921
- Monistria maculicornis Sjöstedt, 1921
- Monistria pavoninae Rehn, 1953
- Monistria picta Sjöstedt, 1921
- Monistria pustulifera Walker, 1871
- Monistria sulcata Tepper, 1896